# Thumatha syriaca
Thumatha syriaca là một loài bướm đêm thuộc phân họ Arctiinae, họ Erebidae.